# Dan Hipkiss
Pas d'image ? Cliquez ici

a Compétitions nationales et continentales officielles uniquement.

b Matchs officiels uniquement.
Dernière mise à jour le 26 janvier 2017.
Daniel James Hipkiss, né le 4 juin 1982 à Ipswich (Angleterre), est un joueur de rugby à XV anglais. Il compte 13 sélections en équipe d'Angleterre, évoluant au poste de centre. 

## Carrière

### En club
- 2002-2011 : Leicester Tigers
- 2011-2013 : Bath Rugby

### En équipe nationale
Il honore sa première cape internationale en équipe d'Angleterre le 4 août 2007 contre l'équipe du Pays de Galles. Deux mois plus tard, il participe à la Coupe du monde où il joue quatre rencontres en tant que remplaçant dont la finale perdue contre l'Afrique du Sud.
- 9 sélections
- sélections par année : 6 en 2007, 1 en 2008, 2 en 2009
- Tournoi des Six Nations disputés : aucun
- Parcours en Coupe du monde : 4 matchs en 2007 (Samoa, Tonga, France, Afrique du Sud)

## Palmarès

### En club
- Vainqueur du Championnat d'Angleterre en 2007 et 2009
- Vainqueur de la Coupe d'Angleterre en 2007
- Finaliste du Championnat d'Angleterre en 2005, 2006 et 2008
- Finaliste de la Coupe d'Angleterre en 2008
- Finaliste de la Coupe d'Europe en 2007 et 2009

### En équipe nationale
- Finaliste de la Coupe du monde en 2007